# Eurydinota
Eurydinota är ett släkte av steklar som beskrevs av Förster 1878. Eurydinota ingår i familjen puppglanssteklar.
Släktet innehåller bara arten Eurydinota leptomera.